# Independence Stadium (Namibia)
Independence Stadium w Windhuku jest stadionem narodowym Namibii. Mieści 25 000 widzów i jest używany głównie do imprez piłkarskich.
Nie jest - jak się powszechnie mówi - przemianowany na Sam Nujoma Stadium. Jest to nowy, znacznie mniejszy stadion, który zrównież najduje się w Windhuku.